# Réseau d'échanges de pratiques alternatives et solidaires
Le Réseau d'Échanges et de Pratiques Alternatives et Solidaires (REPAS), fondé en 1994 est un groupement d'entreprises, associations et de coopératives fonctionnant en autogestion dans le champ de l'économie sociale et solidaire.

## Histoire
Le REPAS est un collectif fondé en 1994 par l'association Le Mat (Viel Audon) pour structurer un dispositif de formation inspiré du compagnonnage. La première session de compagnonnage débute en 1997. 
En 2022, le réseau a accueilli 310 compagnons de 18 à 40 ans formés dans une trentaine de structures,.

## Activités

### Maison d'édition
L'association publie des livres et témoignages d'expériences alternatives et solidaires auprès de la maison d'édition, homonyme, Éditions REPAS, dans la collection « Pratiques utopiques ». L'Éditions REPAS était membre de la coopérative co-errances,.

### Centre de formation
En partenariat avec le centre de formation Le Mat (Viel Audon) le REPAS organise un compagnonnage alternatif et solidaire au sein des structures du réseau,. Des formations visant à partager les apprentissages concrets sur la culture coopérative (autogestion, vie en collectif...) se déroulent au cours des activités quotidiennes,.
En 2021, l'association annonce que le compagnonnage qu'elle propose n'aura pas lieu cette année en raison des difficultés de financement.

## Membres
Le Réseau d'Échanges et de Pratiques Alternatives et Solidaires regroupe une trentaine de structures en France dont Ardelaine, la SAPO Ambiance bois, Les Nouveaux Robinson, Oxalis,  la SCIC le Champ commun, la boulangerie autogérée en SCOP La conquête du pain à Montreuil (Seine-Saint-Denis), ainsi que plusieurs fermes,.